# 翅轴蹄盖蕨
翅轴蹄盖蕨（学名：Athyrium delavayi）为蹄盖蕨科蹄盖蕨属下的一个种。

## 扩展阅读
- 維基物種上的相關：翅轴蹄盖蕨